# قارچ‌های فنجانی
قارچ‌های فنجانی (به انگلیسی: Pezizomycotina) نام گونه‌ای از قارچ‌ها و از زیرشاخه‌های قارچ‌های کیسه‌ای (Ascomycota) است.